# Richfield (Utah)
Richfield és una població dels Estats Units a l'estat de Utah. Segons el cens del 2000 tenia 6.847 habitants.

## Demografia
Segons el cens del 2000, Richfield tenia 6.847 habitants, 2.166 habitatges, i 1.682 famílies. La densitat de població era de 500,7 habitants per km².
Dels 2.166 habitatges en un 44% hi vivien nens de menys de 18 anys, en un 66,2% hi vivien parelles casades, en un 8,9% dones solteres, i en un 22,3% no eren unitats familiars. En el 20,4% dels habitatges hi vivien persones soles l'11,3% de les quals corresponia a persones de 65 anys o més que vivien soles. El nombre mitjà de persones vivint en cada habitatge era de 2,97 i el nombre mitjà de persones que vivien en cada família era de 3,45.
Per edats la població es repartia de la següent manera: un 35,4% tenia menys de 18 anys, un 10,8% entre 18 i 24, un 22,7% entre 25 i 44, un 17% de 45 a 60 i un 14,1% 65 anys o més.
L'edat mediana era de 29 anys. Per cada 100 dones de 18 o més anys hi havia 94,1 homes.
La renda mediana per habitatge era de 36.024 $ i la renda mediana per família de 40.284 $. Els homes tenien una renda mediana de 33.000 $ mentre que les dones 20.489 $. La renda per capita de la població era de 14.320 $. Entorn del 7% de les famílies i el 9,3% de la població estaven per davall del llindar de pobresa.

## Poblacions més properes
El següent diagrama mostra les poblacions més properes.